# 甚小孔径终端

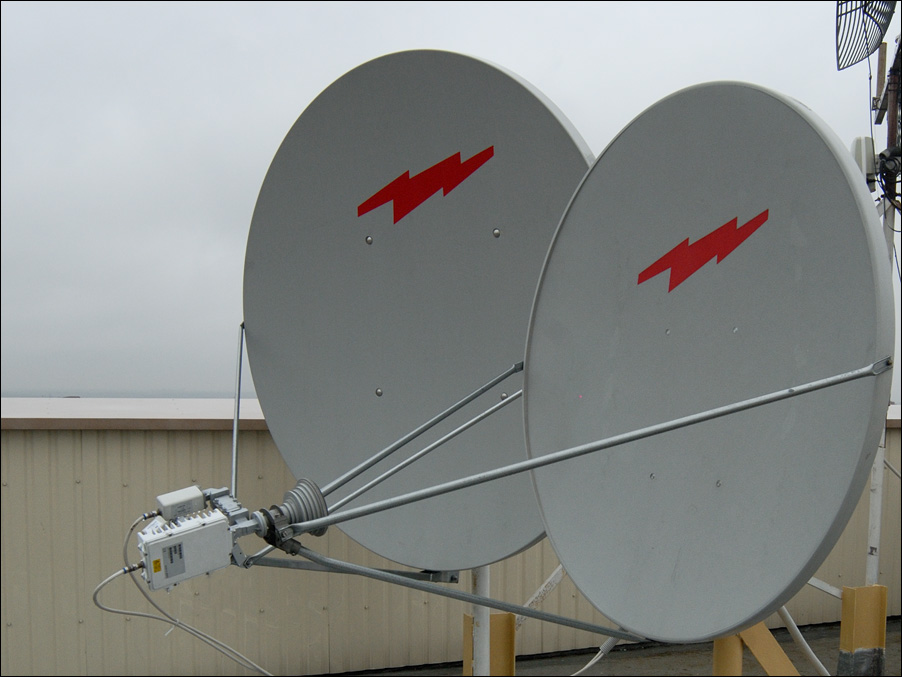
直径为1.2m与1.8m的甚小孔径终端

甚小孔径终端（英語：Very Small Aperture Terminal）是指天線口徑為3米以下的小型地球站。常見的VSAT天線口徑為1.2米，由碟型天線、用戶電腦和作介面的室內單元組成。最高下行數據率可達16Mbit/s，與ADSL相若。VSAT終端以地球同步衛星連接其他終端（網狀網絡）或一個作為集線器的主地球站（星型網），以傳輸寬頻訊號，提供互聯網存取、VOIP、影像等服務。

## 應用
VSAT可用以提供宽带上网的服务。VSAT技术的优点是容易配置，只要在卫星讯号的覆盖区之内，与卫星保持直视线（Line of sight），就可以在2小时之内建立通讯连线。只需要将碟型天线面向卫星，启动内建数据机，就可以如光纤或DSL一样的连线。